# Perodicticinae
Perodicticinae es una subfamilia de la familia Lorisidae. Incluye cuatro especies de primates de África como se muestra en la taxonomía a continuación.
Tienen cola vestigial y dedo índice. El hocico es puntiagudo y las orejas y los ojos son grandes. La piel es densa, marrón y lanuda.[cita requerida]

## Taxonomía
- Familia Lorisidae
  - Subfamilia Perodicticinae
    - Género  Arctocebus 
      -  Arctocebus calabarensis 
      -  Arctocebus aureus 

    - Género  Perodicticus 
      -  Perodicticus potto 

    - Género  Pseudopotto 
      -  Pseudopotto martini  (estado incierto)

  - Subfamilia Lorisinae